# Illfurth
Illfurth [ilfyʁt]  est une commune française de l'aire urbaine de Mulhouse située dans la circonscription administrative du Haut-Rhin et, depuis le 1er janvier 2021, dans le territoire de la Collectivité européenne d'Alsace, en région Grand Est.
Cette commune se trouve dans la région historique et culturelle d'Alsace.

## Géographie
La signalisation routière distingue depuis peu, en périphérie de l'agglomération principale, les quartiers Illfurth-Collège et Illfurth-Largue (du nom de la rivière qui longe ce quartier).
La rivière la Largue se jette dans l'Ill sur le ban de la commune d'Illfurth.
Le territoire communal repose sur le bassin houiller stéphanien sous-vosgien.

### Communes limitrophes
| Galfingue  | Frœningen  | Zillisheim    |
| Spechbach  | Illfurth   | Zillisheim    |
| Heidwiller | Tagolsheim | Luemschwiller |

### Hydrographie

#### Réseau hydrographique
La commune est dans le bassin versant du Rhin au sein du bassin Rhin-Meuse. Elle est drainée par le canal du Rhône au Rhin, l'Ill, la Largue, le ruisseau Weihergraben et le ruisseau de l'Étang Rittweiher,,.
Le canal du Rhône au Rhin est un canal français qui relie la Saône, affluent navigable du Rhône, au Rhin, par la vallée du Doubs et son prolongement en Haute Alsace jusqu'à Niffer sur le Rhin, un autre prolongement rejoignant Strasbourg par la canalisation de l'Ill.
L'Ill, d'une longueur de 217 km, prend sa source dans la commune de Winkel et se jette  dans le Grand Canal d'Alsace à Offendorf, après avoir traversé 68 communes. 
La Largue, d'une longueur de 51 km, prend sa source dans la commune de Oberlarg et se jette  dans l'Ill sur la commune, après avoir traversé 28 communes. 

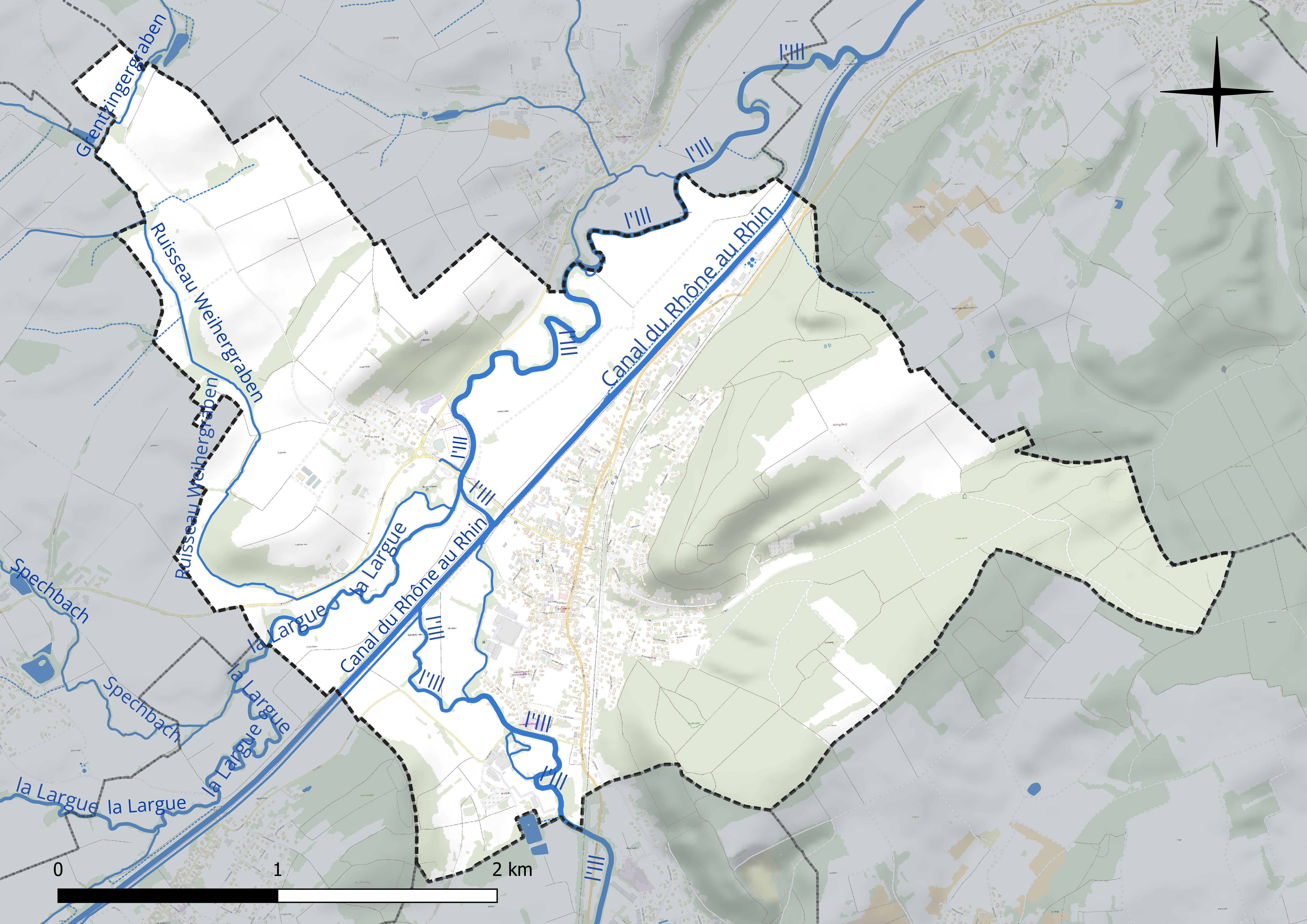
Réseau hydrographique d'Illfurth.

#### Gestion et qualité des eaux
Le territoire communal est couvert par le schéma d'aménagement et de gestion des eaux (SAGE) « Largue ». Ce document de planification concerne le bassin versant de la Largue et une zone située à l'ouest du périmètre (la région de Montreux). Ce territoire s'étend sur 385 km2. Le périmètre a été arrêté le 4 mars 1996 et le SAGE proprement dit a été approuvé le 24 septembre 1999 puis révisé le 17 mai 2016. La structure porteuse de l'élaboration et de la mise en œuvre est le Syndicat mixte pour l'aménagement et la renaturation du bassin versant de la Largue et du secteur de Montreux, qui a évolué en Epage le 1er janvier 2018, sous le nom de Epage Largue. 
La qualité des cours d’eau peut être consultée sur un site dédié géré par les agences de l’eau et l’Agence française pour la biodiversité. 

### Climat
Pour des articles plus généraux, voir Climat du Grand Est et Climat du Haut-Rhin.
En 2010, le climat de la commune est de type climat des marges montargnardes, selon une étude du Centre national de la recherche scientifique s'appuyant sur une série de données couvrant la période 1971-2000. En 2020, Météo-France publie une typologie des climats de la France métropolitaine dans laquelle la commune est exposée à un climat semi-continental et est dans la région climatique  Vosges, caractérisée par une pluviométrie très élevée (1 500 à 2 000 mm/an) en toutes saisons et un hiver rude (moins de 1 °C). 
Pour la période 1971-2000, la température annuelle moyenne est de 10,1 °C, avec une amplitude thermique annuelle de 17,5 °C. Le cumul annuel moyen de précipitations est de 813 mm, avec 9,4 jours de précipitations en janvier et 9,5 jours en juillet. Pour la période 1991-2020, la température moyenne annuelle observée sur la station météorologique de Météo-France la plus proche, « Carspach », sur la commune de Carspach à 8 km à vol d'oiseau, est de 11,0 °C et le cumul annuel moyen de précipitations est de 827,7 mm. 
La température maximale relevée sur cette station est de 38,1 °C, atteinte le 4 août 2022 ; la température minimale est de −17,7 °C, atteinte le 5 février 2012,,. 
Les paramètres climatiques de la commune ont été estimés pour le milieu du siècle (2041-2070) selon différents scénarios d'émission de gaz à effet de serre à partir des nouvelles projections climatiques de référence DRIAS-2020. Ils sont consultables sur un site dédié publié par Météo-France en novembre 2022.

## Urbanisme

### Typologie
Au 1er janvier 2024, Illfurth est catégorisée bourg rural, selon la nouvelle grille communale de densité à sept niveaux définie par l'Insee en 2022.
Elle appartient à l'unité urbaine d'Illfurth, une agglomération intra-départementale regroupant trois  communes, dont elle est ville-centre,,. Par ailleurs la commune fait partie de l'aire d'attraction de Mulhouse, dont elle est une commune de la couronne,. Cette aire, qui regroupe 132 communes, est catégorisée dans les aires de 200 000 à moins de 700 000 habitants,.

### Occupation des sols
L'occupation des sols de la commune, telle qu'elle ressort de la base de données européenne d’occupation biophysique des sols Corine Land Cover (CLC), est marquée par l'importance des territoires agricoles (56,1 % en 2018), une proportion sensiblement équivalente à celle de 1990 (56,2 %). La répartition détaillée en 2018 est la suivante : 
forêts (29,4 %), terres arables (28,4 %), zones agricoles hétérogènes (20,3 %), zones urbanisées (14,5 %), prairies (7,4 %). L'évolution de l’occupation des sols de la commune et de ses infrastructures peut être observée sur les différentes représentations cartographiques du territoire : la carte de Cassini (XVIIIe siècle), la carte d'état-major (1820-1866) et les cartes ou photos aériennes de l'IGN pour la période actuelle (1950 à aujourd'hui).

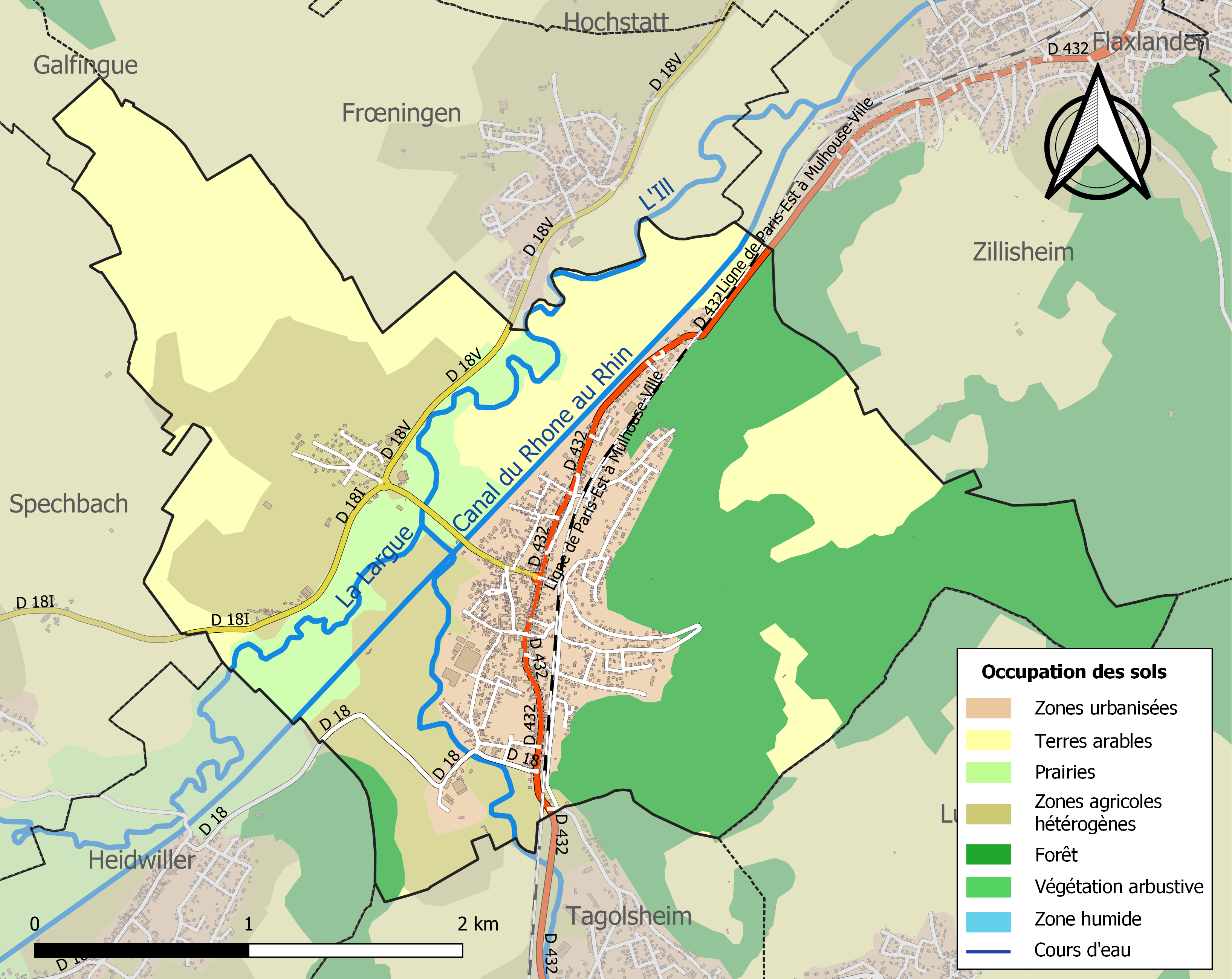
Carte des infrastructures et de l'occupation des sols de la commune en 2018 (CLC).

## Histoire
Origine du nom : de l'allemand Furt (gué) et de la rivière l'Ill qui traverse la commune.
Le site de la colline du Britzgyberg est d'abord occupé sporadiquement durant l'âge de la pierre polie ou l'âge du bronze, puis devient le siège, du VIIe au Ve siècle av. J.-C., d'un important village du premier âge du fer. Des fouilles mettent au jour les vestiges d'une ville fortifiée ainsi qu'une quantité de petits objets témoignant d'une intense activité artisanale. L'oppidum, haut lieu de la civilisation celtique, était en relation avec les comptoirs grecs du bassin méditerranéen auprès desquels il se fournissait en céramiques. Le territoire d'Illfurth ne se dépeuple pas à l'époque gallo-romaine et accueille de multiples fermes, une opulente villa rustica, fondée au Ier siècle av. J.-C. et détruite au cours du IIe siècle apr. J.-C. Les tribus franques s'établissent enfin au pied du Britzgyberg et fondent le village d'Illfurth. Deux cimetières signalent la densité du peuplement mérovingien.
Au Xe siècle, la décadence de l'empire carolingien profite aux seigneurs locaux qui se font les protecteurs des villageois. Illfurth est alors un des villages les plus peuplés de la seigneurie d'Altkirch et constitue à lui seul une mairie. Le monastère de l'Oelenberg y possède une cour colongère. En 1324, le village passe aux mains des Habsbourg. Frédéric de Burnkirch, seigneur du lieu, meurt sans descendant direct en 1375 lors des combats qui l'opposent, lui et d'autres nobles de la région, aux « Anglais » d'Enguerrand de Coucy, mercenaires qui profitent des troubles de la guerre de Cent Ans pour piller les villages. Le château de Burnkirch est détruit dans la bataille. La guerre de Trente Ans est fatale à Illfurth. Les troupes impériales, la peste, les Suédois, la famine, s'attaquent successivement au village. La cour d'Oelenberg est incendiée. Il ne reste plus que 70 habitants lorsque le Sundgau passe au roi de France par les traités de Westphalie en 1648. Les deux siècles suivants sont les plus favorables.
Une houillère artisanale est exploitée par intermittence entre la fin du XVIIIe siècle et le début du XIXe siècle,.
En 1807 débute la construction du canal du Rhône au Rhin. L'industrialisation de la commune commence. La ligne de chemin de fer Mulhouse-Altkirch, et bientôt Belfort, s'arrête à Illfurth en 1857. Si la guerre de 1870 épargne le village, la Première Guerre mondiale cause des dégâts.
Le village est connu pour une histoire de possession qui fut médiatisé. En 1864, deux frères, Thiébaut et Joseph, furent atteints d'une mystérieuse maladie. Le docteur Alfred Szerlezkin ne trouvait pas la cause et fit en désespoir de cause appel au prêtre du village Charles Brey. Les enfants avaient des réactions disproportionnées au contact ou à la vue des objets religieux. Les parents étaient débordés, aussi, l'évêque ayant appris leur infortune leur envoya deux religieuses du couvent de Strasbourg afin de les aider.
L'enquête de l'évêque menée par trois théologiens en conclu à la possession au vu des événements extraordinaires constatés (force physique déraisonnable pour leur âge, objets se mouvant seuls, etc.). L'exorcisme fut donc mené le 3 octobre 1869 au nom de la Vierge Marie et les deux enfants furent délivrés de l'emprise démoniaque.
Un monument est dédié à la Vierge pour cette délivrance, on peut y lire « In Memoriam perpetuam liberationis uorum possessorum Theobaldi et Josephi Burner, obtentae per intercessionem Beatae Mariae Immaculatae. Anno Domini MDCCCLXIX » (en souvenir perpétuel de la délivrance des deux possédés Théobald et Joseph Burner, obtenue par l’intercession de Marie, la Vierge Immaculée dans sa conception. L’an du seigneur 1869).

### Héraldique
| Blason d'Illfurth | Les armes d'Illfurth se blasonnent ainsi : « D'azur au chevron d'argent accompagné en cœur d'un pont de quatre arches d'or sur une rivière d'argent, en pointe une serpette de même posée en pal » |

## Démographie
L'évolution du nombre d'habitants est connue à travers les recensements de la population effectués dans la commune depuis 1793. Pour les communes de moins de 10 000 habitants, une enquête de recensement portant sur toute la population est réalisée tous les cinq ans, les populations de référence des années intermédiaires étant quant à elles estimées par interpolation ou extrapolation. Pour la commune, le premier recensement exhaustif entrant dans le cadre du nouveau dispositif a été réalisé en 2006.

En 2022, la commune comptait 2 428 habitants, en évolution de −1,22 % par rapport à 2016 (Haut-Rhin : +0,66 %, France hors Mayotte : +2,11 %).
| 1793 | 1800 | 1806 | 1821 | 1831 | 1836  | 1841  | 1846  | 1851  |
| ---- | ---- | ---- | ---- | ---- | ----- | ----- | ----- | ----- |
| 754  | 682  | 829  | 865  | 996  | 1 012 | 1 104 | 1 100 | 1 087 |

| 1856  | 1861  | 1866  | 1871  | 1875  | 1880  | 1885  | 1890  | 1895  |
| ----- | ----- | ----- | ----- | ----- | ----- | ----- | ----- | ----- |
| 1 088 | 1 053 | 1 108 | 1 086 | 1 050 | 1 116 | 1 113 | 1 126 | 1 194 |

| 1900  | 1905  | 1910  | 1921  | 1926  | 1931  | 1936  | 1946  | 1954  |
| ----- | ----- | ----- | ----- | ----- | ----- | ----- | ----- | ----- |
| 1 246 | 1 325 | 1 395 | 1 307 | 1 459 | 1 456 | 1 446 | 1 441 | 1 501 |

| 1962  | 1968  | 1975  | 1982  | 1990  | 1999  | 2006  | 2011  | 2016  |
| ----- | ----- | ----- | ----- | ----- | ----- | ----- | ----- | ----- |
| 1 590 | 1 671 | 1 721 | 1 692 | 1 828 | 1 959 | 2 235 | 2 512 | 2 458 |

| 2021  | 2022  | - | - | - | - | - | - | - |
| ----- | ----- | - | - | - | - | - | - | - |
| 2 446 | 2 428 | - | - | - | - | - | - | - |

## Enseignement
Illfurth a un collège public d'enseignement secondaire, le collège de l'Ill.
La commune possède également une école maternelle (trois classes en 2012) et une école élémentaire (5 niveaux répartis en 6 classes en 2012).
Une structure périscolaire est gérée par la communauté de communes du secteur d'Illfurth (CCSI).
Une vingtaine d'associations animent la vie (sportive, culturelle, cultuelle, éducative, citoyenne, économique ou sociale) de la commune.
Une bibliothèque municipale permanente offre de multiples possibilités (prêts de livres et revues, conférences, etc.) à ses adhérents.
La commission culturelle du conseil municipal, associée à des associations locales, organise régulièrement des concerts, conférences, expositions ou salons (se renseigner à la mairie).
La commune propose à la location deux salles pouvant accueillir des manifestations : la salle polyvalente et la « maison des œuvres » (se renseigner à la mairie).

## Lieux et monuments
- Le collège de l'Ill.

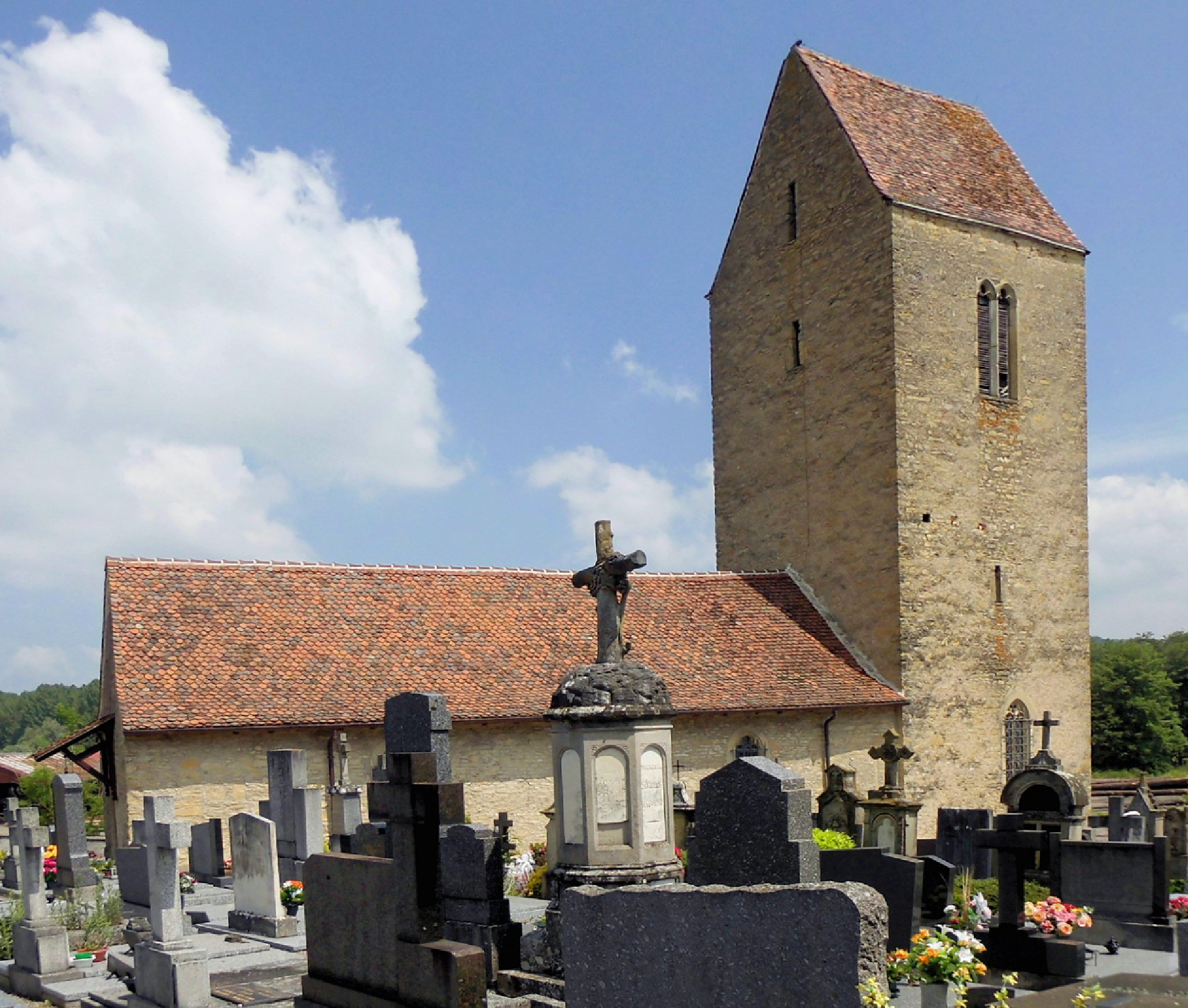
La chapelle de la Burnkirch.

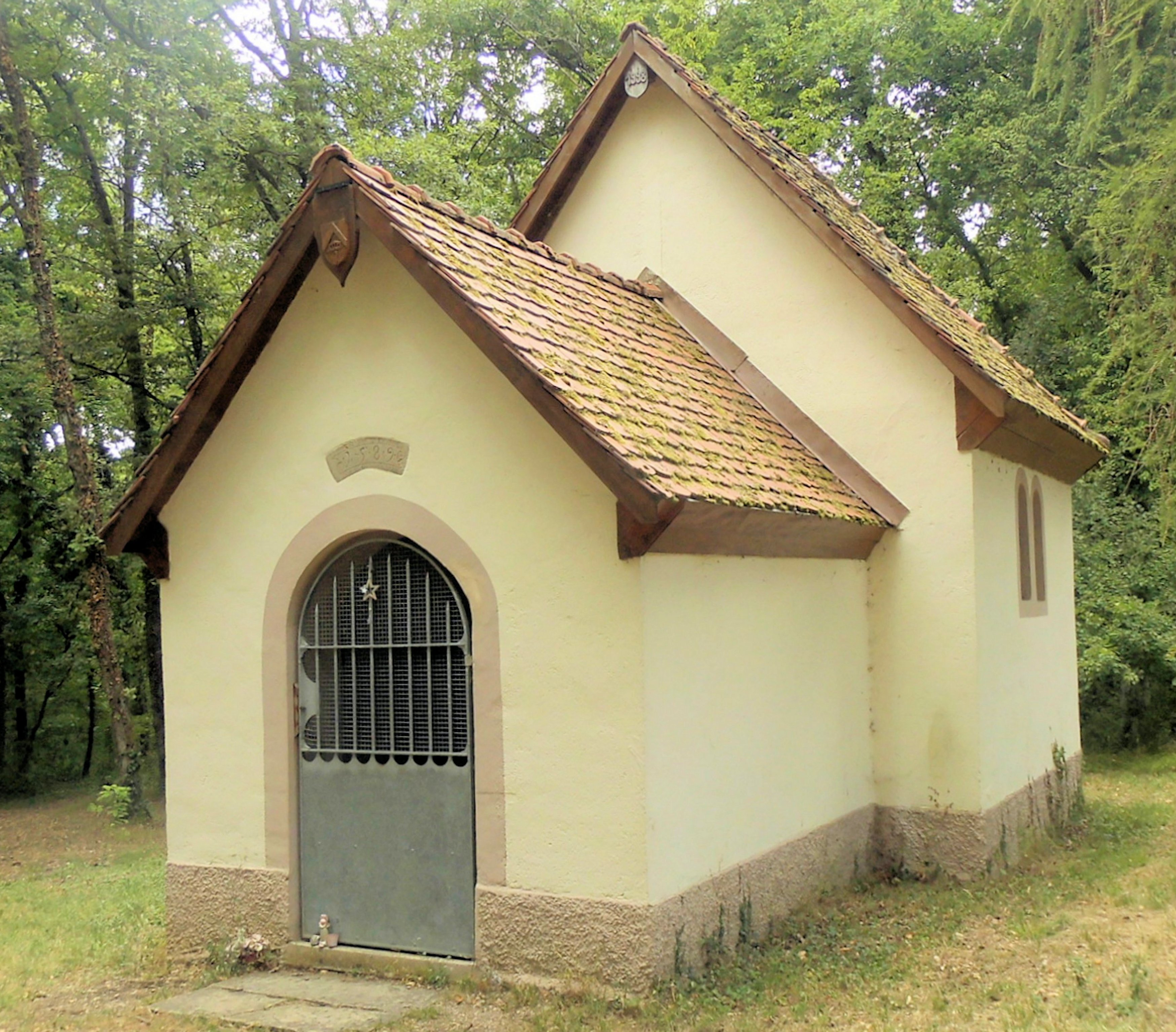
La chapelle Saint-Brice.

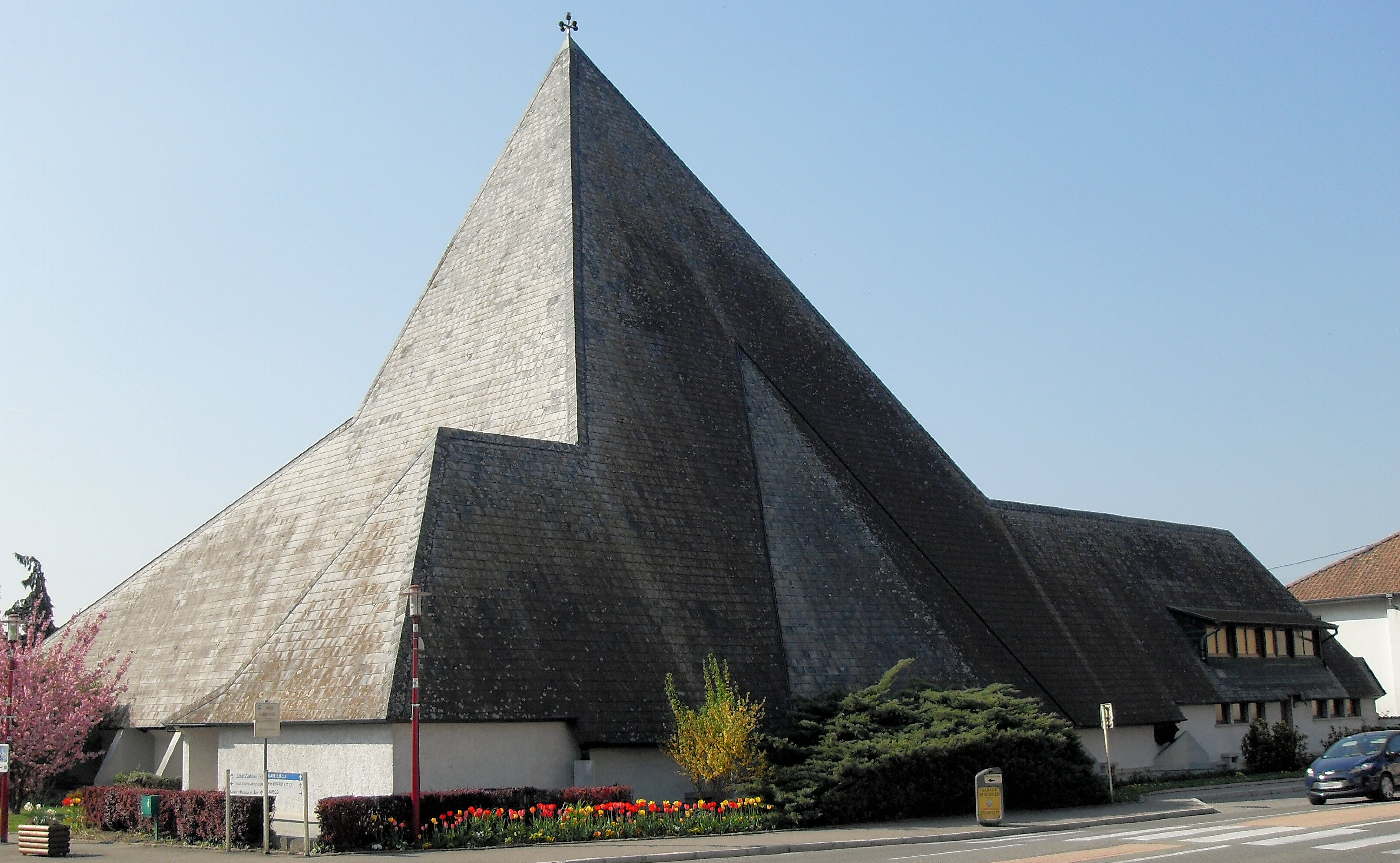
L'église Saint-Martin.

- La chapelle du Burnkirch chapelle du VIIe siècle, qui fut le théâtre du désenvoutement d'un des frères possédés (Joseph) en 1869. La chapelle est inscrite au titre des « monuments historiques ».
- La chapelle Saint-Brice (également dite « du Britzgyberg »).
- Le site archéologique du Britzgyberg (hallstattien).
- Le monument dédié à l'abbé Bochelen (prêtre réfractaire).
- Le clocher de l'ancienne église paroissiale (inscrit aux « monuments historiques »).
- Le cimetière militaire allemand de la Première Guerre mondiale où sont enterrés les disparus de la galerie Kilian de Carspach.
- L'église paroissiale Saint-Martin, construite en 1978.
- Un séquoia géant, arbre remarquable de 7,30 m de circonférence et de plus de 30 m de haut[35].

## Personnalités liées à la commune
- Joseph Conombo, personnalité politique du Burkina Faso après guerre, participe à la libération de la France, et notamment à celle d'Illfurth durant la campagne d'Alsace en 1944. Il se lie alors d'amitié avec le sénateur maire de la ville Marcel Nuninger dont il épouse la fille Geneviève. Il a été à l'origine du jumelage d' Illfurth avec Kombissiri.
- Albert Mayer (1892-1914), premier soldat allemand tué lors de la Première Guerre mondiale.